# UFC 1
The Ultimate Fighting Championship (mais tarde renomeado UFC 1: The Beginning) foi o primeiro evento de artes marciais mistas promovido pelo Ultimate Fighting Championship, ocorrido em 12 de novembro de 1993 no McNichols Sports Arena em Denver, Colorado. O evento foi transmitido ao vivo em pay-per-view e mais tarde lançado em VHS.
Embora o evento fosse o mais baixo para os padrões contemporâneos (o local estava menos do que meio lotado, o grande prêmio do torneio era tão grande quanto o salário bianual de um sparring regular, os principais observadores de artes marciais e colunistas não se preocuparam em aparecer, a imprensa em geral negligenciou o evento, lutadores de renome recusaram as ofertas para participar ou fazer uma aparição especial na plateia), foi o pioneiro nos confrontos interestilísticos entre os praticantes de diferentes artes marciais, e definir o padrão para os futuros eventos esportivos do gênero.

## Background
O UFC 1 foi co-criado por Rorion Gracie e o promotor, Art Davie, que decidiu levar as famosas lutas Gracie Garage Challenge contra os artistas marciais da Califórnia a um novo nível, televisionado nacionalmente, com os oponentes escolhidos internacionalmente.
Os grandes nomes dos artistas marciais, principalmente kickboxers, como Benny Urquidez, Maurice Smith, Gene LeBell, Peter Aerts e Ernesto Hoost, estavam entre os outros "convidados publicamente" por Art Davie, mas não demonstraram interesse em participar. Davie colocou anúncios em revistas de artes marciais para recrutar lutadores. Ele encontrou menos de uma dúzia que atenderam ao chamado. Os promotores criaram um formato de torneio de oito lutadores com o vencedor recebendo US$ 50.000.
Eles queriam que parecesse brutal na televisão, então John Milius, um dos alunos de Rorion Gracie e um veterano de Hollywood que havia dirigido Conan, o Bárbaro, decidiu que as lutas deveriam acontecer em uma gaiola octogonal cercada com arame. Campbell McLaren, um executivo da SEG, queria que as pessoas considerassem o campeonato uma versão ao vivo e televisionada do Mortal Kombat, um popular videogame de luta. Essa e a ideia de Davie de cobrir a gaiola com arame farpado foram rejeitadas. Os promotores do UFC inicialmente lançaram o evento como um torneio de videogame de luta na vida real, semelhante a Mortal Kombat e Street Fighter.
Os regulamentos gerais acordados foram:
- Nenhuma investigação de doping.
- Sem restrições.
- Sem morder.
- Golpes nos olhos.
- Sem luvas obrigatórias e uniforme combativo (concurso de punho nu).
- Nenhuma pontuação dos juízes.
- Rodadas ilimitadas de cinco minutos com período de descanso de um minuto entre elas. (Alterado para sem limite de tempo no UFC 2, já que nenhuma luta do UFC 1 durou cinco minutos)[7]
- Nocaute, finalização ou desistência (indicada pela toalha) são os únicos métodos de acabar a luta. O árbitro só poderia interromper a partida enquanto aguardava a decisão da desistência.

A McNichols Sports Arena em Denver, a uma altitude acima do nível médio do mar de aproximadamente 1,6 km, foi escolhida porque o Colorado não tinha comissão atlética e, portanto, nenhum órgão governamental do qual precisaria obter aprovação para luta sem luvas. A arena hospedou apenas duas lutas em sua história, ambas de menor importância, ocorrendo no início de 1993.
A maior conquista para os promotores foi reunir uma equipe de comentaristas de celebridades para o evento. A equipe de comentários do pay-per-view foi Bill Wallace, Jim Brown e Kathy Long, com análises adicionais de Rod Machado e entrevistas pós-luta de Brian Kilmeade. O locutor do ringue era Rich Goins.
Jason DeLucia foi suplente do evento, tendo derrotado Trent Jenkins na luta alternativa. Porém, como nenhum lutador desistiu durante o torneio, ele não foi convocado.

## História
O torneio contou com lutas sem categorias de peso, rounds ou juízes. As três regras - sem morder, sem golpes nos olhos e na virilha - seriam aplicadas apenas por uma multa de US$ 1.500. A luta só terminou por finalização, nocaute ou desistência jogando a toalha, embora o árbitro tenha parado a primeira luta aos 26 segundos. Luvas foram permitidas, como Art Jimmerson mostrou em sua luta nas quartas de final contra Royce Gracie, que lutou com uma luva de boxe.
Royce Gracie venceu o torneio ao derrotar Gerard Gordeau por finalização com um mata-leão. Os árbitros do UFC 1 foram João Alberto Barreto e Hélio Vigio, dois veteranos árbitros de vale tudo do Brasil.

## Lutadores
| Nome           | Local                          | Estilo de Luta | Altura        | Peso            | Ref.   |
| -------------- | ------------------------------ | -------------- | ------------- | --------------- | ------ |
| Gerard Gordeau | Amsterdã                       | Savate         | 6'5" (195 cm) | 216 lb (98 kg)  | [ 9 ]  |
| Teila Tuli     | Honolulu, Havaí                | Sumô           | 6'2" (188 cm) | 420 lb (190 kg) | [ 10 ] |
| Kevin Rosier   | Cheektowaga, Nova York         | Kickboxing     | 6'4" (193 cm) | 265 lb (120 kg) | [ 11 ] |
| Zane Frazier   | Los Angeles, Califórnia        | Karatê         | 6'6" (198 cm) | 230 lb (104 kg) | [ 12 ] |
| Art Jimmerson  | St. Louis, Missouri            | Boxe           | 6'1" (185 cm) | 196 lb (89 kg)  | [ 13 ] |
| Royce Gracie   | Rio de Janeiro, Rio de Janeiro | Jiu-Jitsu      | 6'1" (185 cm) | 178 lb (81 kg)  | [ 14 ] |
| Ken Shamrock   | Lockeford, Califórnia          | Shootfighting  | 6'1" (185 cm) | 220 lb (100 kg) | [ 15 ] |
| Patrick Smith  | Denver, Colorado               | Tae Kwon Do    | 6'2" (188 cm) | 217 lb (98 kg)  | [ 16 ] |

## Confrontos
|  | Quartas de final                   | Quartas de final             |                                    |     | Semifinais | Semifinais |  |  | Final | Final |
|  |                                    |                              |                                    |     |            |            |  |  |       |       |
|  |                                    |                              |                                    |     |            |            |  |  |       |       |
|  |                                    |                              |                                    |     |            |            |  |  |       |       |
|  | Royce Gracie (Brazilian Jiu-Jitsu) | FIN                          |                                    |     |            |            |  |  |       |       |
|  | Royce Gracie (Brazilian Jiu-Jitsu) | FIN                          |                                    |     |            |            |  |  |       |       |
|  | Art Jimmerson (Boxe)               | 2:18                         |                                    |     |            |            |  |  |       |       |
|  | Art Jimmerson (Boxe)               | 2:18                         | Royce Gracie (Brazilian Jiu-Jitsu) | FIN |            |            |  |  |       |       |
|  |                                    |                              | Royce Gracie (Brazilian Jiu-Jitsu) | FIN |            |            |  |  |       |       |
|  |                                    | Ken Shamrock (Shootfighting) | 0:57                               |     |            |            |  |  |       |       |
|  | Ken Shamrock (Shootfighting)       | Ken Shamrock (Shootfighting) | 0:57                               | FIN |            |            |  |  |       |       |
|  | Ken Shamrock (Shootfighting)       |                              |                                    | FIN |            |            |  |  |       |       |
|  | Patrick Smith (Taekwondo)          | 1:49                         |                                    |     |            |            |  |  |       |       |
|  | Patrick Smith (Taekwondo)          | 1:49                         | Royce Gracie (Brazilian Jiu-Jitsu) | FIN |            |            |  |  |       |       |
|  |                                    |                              | Royce Gracie (Brazilian Jiu-Jitsu) | FIN |            |            |  |  |       |       |
|  |                                    | Gerard Gordeau (Savate)      | 1:44                               |     |            |            |  |  |       |       |
|  | Gerard Gordeau (Savate)            | Gerard Gordeau (Savate)      | 1:44                               | TKO |            |            |  |  |       |       |
|  | Gerard Gordeau (Savate)            |                              |                                    | TKO |            |            |  |  |       |       |
|  | Teila Tuli (Sumô)                  | 0:26                         |                                    |     |            |            |  |  |       |       |
|  | Teila Tuli (Sumô)                  | 0:26                         | Gerard Gordeau (Savate)            | TKO |            |            |  |  |       |       |
|  |                                    |                              | Gerard Gordeau (Savate)            | TKO |            |            |  |  |       |       |
|  |                                    | Kevin Rosier (Kickboxing)    | 0:59                               |     |            |            |  |  |       |       |
|  | Kevin Rosier (Kickboxing)          | Kevin Rosier (Kickboxing)    | 0:59                               | TKO |            |            |  |  |       |       |
|  | Kevin Rosier (Kickboxing)          |                              |                                    | TKO |            |            |  |  |       |       |
|  | Zane Frazier (Kenpō)               | 4:20                         |                                    |     |            |            |  |  |       |       |
|  | Zane Frazier (Kenpō)               | 4:20                         |                                    |     |            |            |  |  |       |       |

## Cultura
O evento e seu resultado catapultaram o Gracie Jiu-Jitsu (também conhecido como jiu-jitsu brasileiro) a novos patamares nos Estados Unidos e no mundo. Suas compras de ingresso e pay-per-view garantiram que haveria mais UFCs em um futuro próximo, o que provou ser o caso. O evento vendeu quase 90.000 compras de pay-per-view ao vivo, além de atrair novos públicos por meio de locadoras de vídeo, como a Blockbuster.